# 令和新撰組
もしかして
- れいわ新選組

ではありませんか？